# Lamin Darboe (Gouverneur)
Lamin Darboe (* 20. Jahrhundert in Soma) ist ein gambischer Verwaltungsbeamter.

## Leben
Darboe studierte an der University of York im Vereinigten Königreich, wo er seinen Master-Abschluss in öffentlicher Verwaltung und internationaler Entwicklung (Public Administration and International Development) erwarb.
Von 2007 bis 2008 war Darboe stellvertretender Gouverneur der Lower River Region (LRR) und 2009 auch stellvertretender Gouverneur der Central River Region (CRR). Dann, ab Februar 2011, war Darboe als stellvertretender Hauptsekretär im Justizwesen (Principal Assistant Secretary at the Judiciary) tätig. Am 17. April 2012 wurde er, als Nachfolger von Lamin Waa Juwara, zum Gouverneur der Lower River Region ernannt. Juwara wurde zum Minister berufen (Minister of Local Government and Lands).
Im Oktober 2013 wurde Darboe von seinem Posten als Gouverneur enthoben.